# Petra Wenzel (Skirennläuferin)
Petra Wenzel (* 20. November 1961 in St. Gallen, Schweiz) ist eine ehemalige liechtensteinische Skirennläuferin.
Sie war bei den Olympischen Winterspielen 1980 in Lake Placid die Fahnenträgerin Liechtensteins und nahm auch an den Olympischen Winterspielen 1984 in Sarajevo teil.
Ihre ältere Schwester Hanni Wenzel war Liechtensteins erste Olympiasiegerin und auch ihr Bruder Andreas Wenzel gewann zwei Olympiamedaillen.

## Erfolge
Olympische Spiele
- Lake Placid 1980: 14. im Slalom

Weltmeisterschaften
- Schladming 1982: 4. im Riesenslalom

Weltcup
Insgesamt erreichte Wenzel 14 Top-10-Platzierungen (3 Riesenslalom, 10 Slalom, 1 Kombination). Ihre besten Platzierungen waren zwei vierte Plätze im Slalom.